# Butoi
Butoi – wieś w Rumunii, w okręgu Aluta, w gminie Pârșcoveni. W 2011 roku liczyła 235 mieszkańców.